# Карбаненко, Дмитрий Николаевич
Дми́трий Никола́евич Карбане́нко (фр. Dimitri Nicolaevitch Karabanenko; род. 19 июля 1973, Калининград) — российский и французский спортивный гимнаст.

## Карьера
Гимнастикой занимался с пяти лет. Выступал за Советский Союз и Россию на разнообразных чемпионатах Европы и мира. На чемпионатах России добился побед в 1995 году в качестве абсолютного чемпиона и лучшего в опорных прыжках, в 1994 году завоевал победу на брусьях и серебряные медали в вольных упражнениях. В 1996 году снова стал лучшим на брусьях, вторым в многоборье и третьим в опорных прыжках. В кубке России добился победы в 1994 году и серебряной медали в 1996 году. На выступлениях легко обходил таких титулованных спортсменов, как Немов, Шибаев и Воропаев.
В составе российской сборной становился серебряным призёром чемпионата мира в командном первенстве в 1994 году, побеждал на чемпионате Европы в 1996 году, а также несколько раз выигрывал Кубки мира. Однако в 1996 году отказался выступать за сборную России после того, как его исключили из олимпийской сборной накануне отъезда в Атланту. После этого уехал со своей женой Астрид во Францию, где незамедлительно принял предложение выступать за национальную сборную Франции. В составе французской команды сенсационно стал чемпионом Европы 1998 года в командных соревнованиях в Санкт-Петербурге (Франция опередила фаворитов из России всего на 0,014 балла), а также выиграл серебряные медали в многоборье там же. В 2000 году завоевал «серебро» в опорных прыжках и «бронзу» в командном первенстве.
На Олимпиадах, однако, Дмитрий так и не выиграл ни одной медали: в составе французской сборной ему не удалось дважды преодолеть квалификацию, а в Пекине его команда даже после выхода в финальную часть стала только восьмой. В 2009 году завершил карьеру гимнаста, поскольку желал больше времени уделять семье.

## Личная жизнь
Первая жена — Астрид Брусколли, журналистка из Франции. Переехал жить вместе с ней в Канны в 1996 году. В 1999 году Астрид родила ему дочь Оксану, но умерла спустя несколько дней после родов. От второй жены — Сесиль — у Дмитрия есть дочь Олеся (родилась в 2006 году). Известен как участник шоу Алексея Немова «Полёты времени». В 1998 году выступал в шоу «Форт Боярд».

## Титулы
- Серебряный призёр чемпионата мира: 1994 (команда).
- Чемпион Европы: 1996 (командное первенство), 1998 (многоборье).
- Серебряный призёр чемпионата Европы: 1998 (командное первенство), 2000 (опорные прыжки).
- Бронзовый призёр чемпионата Европы: 2004 (команда).